# Coryphellina delicata
Coryphellina delicata is een slakkensoort uit de familie van de Flabellinidae. De wetenschappelijke naam van de soort werd voor het eerst geldig gepubliceerd in 1991 door Gosliner en Willan als Flabellina delicata.